# NGC 1556
NGC 1556 este o emission-line galaxy⁠(d) situată în constelația Peștele de Aur. A fost descoperită în 28 decembrie 1834 de către John Herschel. Se află la o distanță de 16 megaparseci de Pământ.